# Geraldine Fraser-Moleketi
Geraldine Joslyn Fraser-Moleketi (sinh ngày 24 tháng 8 năm 1960) là một chính trị gia người Nam Phi, từng là Bộ trưởng Bộ Dịch vụ và Hành chính công từ ngày 17 tháng 6 năm 1999 đến ngày 25 tháng 9 năm 2008. Bà cũng là thành viên của Ủy ban điều hành quốc gia của Quốc hội châu Phi cho đến năm 2007.

## Tuổi thơ
Cô sinh ra ở Cape Town vào ngày 24 tháng 8 năm 1960, là con cả trong sáu người con của Cynthia, một công nhân nhà máy và Arthur Fraser, một giáo viên làm việc tại các trường chuyên ở Bán đảo Cape.
Fraser đã dành nhiều năm tuổi thơ của mình với bà ngoại, người sống trong cộng đồng Klipfontein nhỏ nằm cạnh trại chơi squat của Cape Town, Crossroads. Quan điểm về cuộc sống của cô được định hình bởi niềm tin của bà ngoại cô, vốn là một đoàn viên công đoàn tích cực.
Chính trị tác động hơn nữa đến cuộc sống gia đình của cô. Fraser lên tám tuổi khi chị gái của mẹ cô, có chồng hoạt động trong Phong trào đoàn kết ngoài châu Âu, rời khỏi đất nước để sống một cuộc sống lưu vong. Khi cô đạt đến Lớp chuẩn 8 Fraser đã phát triển nhận thức chính trị nhạy bén. Ở giai đoạn này, cô theo học trường trung học Livingstone.

## Giáo dục
Fraser-Moleketi trúng tuyển vào trường trung học Livingstone ở Claremont, nơi có lịch sử cung cấp cho học sinh của mình quan điểm thay thế về lịch sử Nam Phi và các vấn đề chính trị - xã hội. Nhiều năm trên apartheid trên xe buýt Cape Town, nơi một nửa xe buýt dành riêng cho người da trắng, cũng đã mài giũa quan điểm chính trị của cô và Fraser nhớ lại những trận chiến với trẻ em học đường trắng trên xe buýt thành phố đi đến và từ trường. Fraser cũng bị ảnh hưởng bởi các sự kiện trong và xung quanh Cape Town, chẳng hạn như việc dọn dẹp các lán ở Ngã Tư vào đầu những năm 1970, các cuộc biểu tình năm 1976 và cuộc đình công của Fatti's và Monis và tẩy chay người tiêu dùng. Căng thẳng chủng tộc giữa Cộng đồng da màu và châu Phi cư trú tại các khu định cư mới nổi cũng đang nổi lên. Fraser đã tiếp bước trong một nỗ lực để giải quyết những căng thẳng này.
Cô có bằng Thạc sĩ Quản trị tại Đại học Pretoria.